# Conrad Geiger

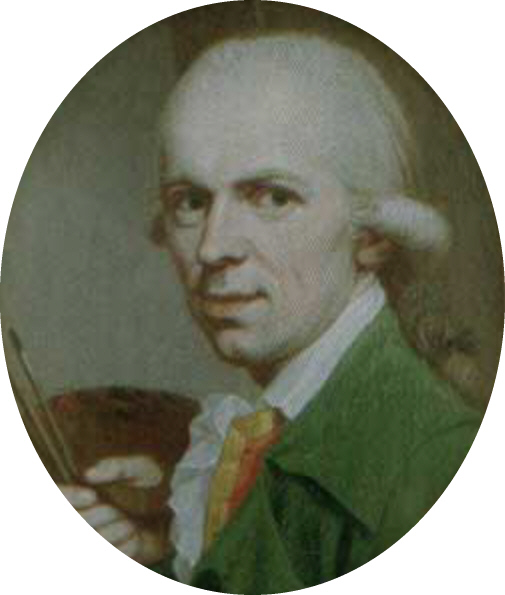
Conrad Geiger, Selbstporträt

Conrad Geiger (* 18. Februar 1751 in Erlangen; † 27. September 1808 in Schweinfurt) war ein deutscher Maler. Geiger wirkte insbesondere als Reisemaler in den heutigen drei fränkischen Regierungsbezirken und arbeitete vor allem für den Landadel, die Kirche und bürgerliche Auftraggeber.

## Leben

### Jugend und Ausbildung (bis 1769)
Conrad Geiger wurde am 18. Februar 1751 in der fränkischen Stadt Erlangen in der Markgrafschaft Brandenburg-Bayreuth geboren. Der Vater des späteren Malers war der Bierbrauer Valentin Geiger, der in Erlangen eine Schankwirtschaft unterhielt. Seine Mutter Anna Margaretha starb noch im Jahr der Geburt des Jungen. Als Pate des Conrad ist der Eschenauer Wirt Conrad Gebhard überliefert, nach dem das Kind auch benannt wurde.
Nach dem Tod seiner Mutter erzogen die Großeltern den jungen Conrad. Der Großvater war Förster im Tennenloher Forst und so wuchs Conrad in Tennenlohe auf. Nach zehn Jahren, 1760, kehrte Conrad Geiger wieder in sein Elternhaus zurück und musste in der Wirtschaft des Vaters aushelfen. In Erlangen besuchte er auch das Gymnasium Fridericianum. Nebenbei begann Geiger nach der Schule regelmäßig zu zeichnen, über einen Schulfreund lernte er den Maler Johann Adam Piehlmann kennen und kopierte seine Bilder.
Die Stiefmutter Geigers unterstützte die künstlerischen Neigungen des Kindes nicht und verbot ihm eine Malerlehre zu beginnen. Stattdessen begann Conrad Geiger eine Bäckerlehre, die er bald abbrach. Es folgte eine Ausbildung zum Strumpfwirker, die ebenfalls nicht abgeschlossen wurde. Die Kellnerlehre, die Geiger im Gasthaus zum Roten Hahn nahe St. Lorenz im nahen Nürnberg begann, absolvierte er immerhin eineinhalb Jahre. Am 3. April 1767 verließ er seine Lehrstelle in der Morgendämmerung.
Geiger verließ Nürnberg und reiste über Fürth, Neustadt an der Aisch, Markt Bibart und Kitzingen nach Würzburg. In der Residenzstadt der Fürstbischöfe suchte Geiger zunächst den Porträtmaler Heinrich Schleier auf, um bei ihm als Farbenreiber in die Lehre zu gehen. Schleier vermittelte den Erlanger allerdings seinem Kollegen Franz Andreas Thalheimer. Als Lehrling von Thalheimer arbeitete Geiger an der Schaubühne des Würzburger Jesuitenkollegs mit.
Neben dem Malen verdiente Conrad Geiger sein Brot als „Marqueur und Kaffee-Schänke“ im Ziegler’schen Kaffeehaus. Diese Stelle hatte er durch die Fürsprache des Schweinfurter Kaufmanns Conrad Hahn erhalten. Die Anstellung wurde schlecht bezahlt, ermöglichte Geiger allerdings eine Stunde am Tag zu zeichnen. Das Kaffeehaus war ein Anlaufpunkt für die Würzburger Künstler und Geiger knüpfte hier wichtige Kontakte. So erhielt er von Johann Peter Wagner Unterricht im Modellieren.
Auf den Rat des Malers Johann Christoph Fesel hin beendete Geiger die Arbeit in der Schänke und zog mit seinem Freund, dem späteren Künstler Barthel Völk, in eine gemeinsame Wohnung. Von hier aus erhielten sie Unterricht von Fesel. Im Winter 1768 wurden Rufe von Geigers Familie laut, die eine geregelte Ausbildung forderten. Insbesondere der Onkel Memminger versuchte Conrad zu überzeugen, endlich eine Lehre abzuschließen.

### Fränkischer Reisemaler (bis 1780)

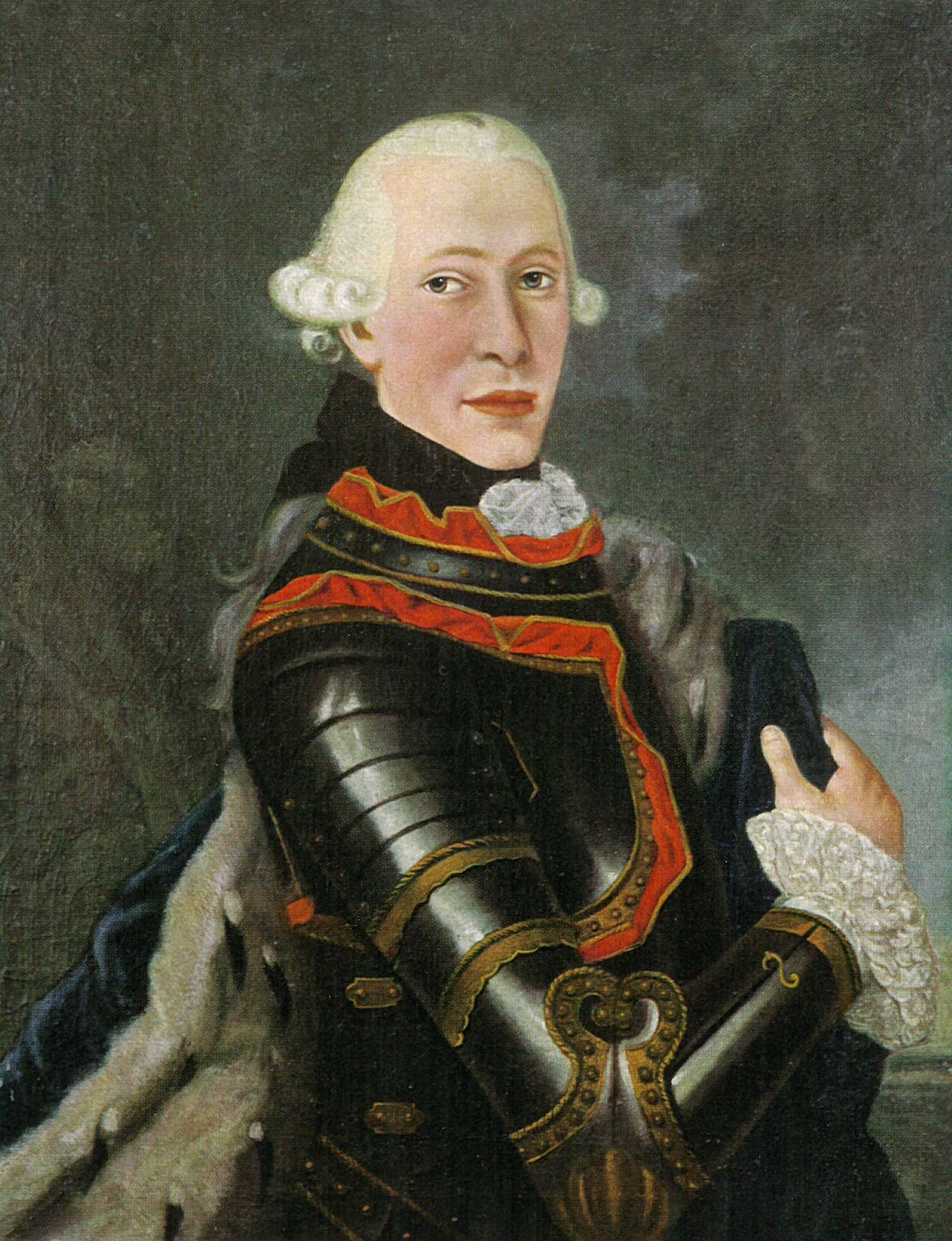
Das Gemälde des Grafen Friedrich Ludwig Carl Christian zu Castell-Rüdenhausen, Öl auf Leinwand, 1777

Also reiste Geiger an Ostern 1769 in seine Geburtsstadt Erlangen und begab sich hier in die Lehre des Hofmalers Karl Johann Georg Reuß. Geiger lebte in dieser Zeit überwiegend in Nürnberg und empfand die Ausbildung bald als Enttäuschung. Nach Beendigung seiner Lehre zog es Geiger zu seinem Onkel, der Bürgermeister in Lonnerstadt bei Bamberg war. Von hier aus begann er von Adelssitz zu Adelssitz zu reisen, um erste Aufträge zu erhalten.
Die Familie der Freiherren von Seckendorff war die erste, die Geiger als Maler verpflichtete. Er malte 1772 in den Schlössern Ober-, Unterzenn und Weingartsgreuth. Weitere Arbeiten tätigte er 1774 in Lauf an der Pegnitz. Im gleichen Jahr ließ sich Geiger in der „Goldenen Reichskrone“ in Nürnberg nieder, von hier aus besuchte er die Malerakademie unter ihrem Direktor Johann Eberhard Ihle. Im Zuge des Studiums wollte Geiger Schüler des Malers Carl Sebastian Bemmel werden, scheiterte aber am hohen Lehrgeld.
Im Jahr 1776 erhielt Conrad Geiger eine Einladung auf das Schloss des Grafen Friedrich Ludwig Carl Christian zu Castell-Rüdenhausen in Rüdenhausen. Neben zahlreichen Gemälden der gräflichen Familie, entstand in Rüdenhausen auch eine Vedute des Residenzortes. Das nahegelegene Kloster Münsterschwarzach bot dem Maler außerdem einige Möglichkeiten namhafte Künstler zu kopieren. Im Schloss lernte Conrad Geiger auch seine spätere Frau Johanna Barbara Schöner aus Schweinfurt kennen. Sie wurde im Jahr 1777 erstmals von Geiger gemalt.
Noch 1777 zog Conrad Geiger in die Reichsstadt Schweinfurt und teilte sich hier zunächst eine Wohnung mit dem Maler und Kunstschreiner Johann Benedikt Voit. In seinem ersten Jahr in Schweinfurt lernte er außerdem Johann Adam Philipp Stößel kennen. Im Sommer 1779 zog Georg Karl Urlaub zu den Malern und wohnte eine Zeitlang mit den Künstlern. Auf einer Reise im September 1779 freundete sich Geiger mit Johann Philipp Bach an und traf die Malerfamilien Treu und Scheubel.
Am 7. November 1780 heiratete Geiger Johanna Barbara Schöner. Das Ehepaar bezogen eine Wohnung im Haus der Schwiegereltern in der heutigen Wolfsgasse Nr. 13. Dank der Gastwirtschaft der Schwiegereltern waren die jungen Eheleute fortan wirtschaftlich abgesichert, denn Johanna Barbara Geiger führte den Schankbetrieb nach dem Tod ihrer Mutter im Jahr 1792 weiter. Das Gasthaus war Anlaufpunkt der Schweinfurter Oberschicht und zog Ärzte und Geistliche an.

### In Schweinfurt (bis 1808)
Im Jahr 1782 unternahm Geiger eine längere Reise nach Mansbach und besuchte hier den Bruder seiner Frau. Von dort zog es ihn weiter nach Kassel, wo er den Maler Johann Heinrich Tischbein kennenlernte. Am 24. Mai 1783 wurde dann Geigers erste Tochter Margarethe geboren, die später selbst eine bekannte Künstlerin werden sollte. Im gleichen Jahr reiste der Künstler in einige Schlösser in den Haßbergen und porträtierte Vertreter des Landadels, unter anderem die Freiherren von Hutten.
Mit seiner Verpflichtung für das Kloster Theres wurde der protestantische Geiger im Jahr 1784 erstmals für die katholische Kirche tätig. Nach weiteren Tätigkeiten für diverse fränkische Adelige, trat Geiger im Jahr 1790 eine Reise nach Frankfurt am Main an. Hier wohnte er der Kaiserkrönung Leopolds II. bei und arbeitete für den Maler Johann Benjamin Andreas Nothnagel. Die Rückreise nahm Geiger auf dem Main auf sich und übte sich hier in der Landschaftsmalerei.
Zwischen 1793 und 1796 arbeitete Geiger vor allem für andere Klöster der Umgebung. So finden sich Werke für die Abteien Ebrach und Langheim. Im Jahr 1796 begann er mit der Niederschrift seiner Biografie, wahrscheinlich weil die häufigen Durchzüge von französischen Truppen und die steigende Kriegsgefahr das eigene Ende vor Augen führte. Gleichzeitig ließen durch die beginnende Säkularisation und die angespannte Lage die Aufträge für Maler wie ihn nach.
Geiger unternahm jetzt keine größeren Reisen mehr. 1800 besuchte er nochmals den Hofmaler Johann Philipp Bach in Meiningen. Im Jahr 1802 reiste er mit seinen Töchtern Margarethe (19) und Catharina (13) nach Würzburg und konnte hier vereinbaren, dass die ältere vom alten Maler Christoph Fesel (1737–1805) und dessen Sohn Caspar Carl (1775–1846) gefördert wurde. Im gleichen Jahr ist eine Reise nach Mansbach überliefert; wieder besuchte Geiger die Familie seiner Frau, die ihn diesmal begleitete.
Bereits 1799 war Geiger am „kalten Fieber“ erkrankt. In seinen letzten Lebensjahren entstanden nur noch wenige Arbeiten, die vor allem für kirchliche Institutionen gefertigt wurden. Im Jahr 1807 fertigte der Maler ein Bild für die Johanniskirche in Schweinfurt und löste damit einen kleinen Skandal aus, weil er Porträts seiner Familie in dem Gemälde versteckt hatte. Am 27. September 1808 starb Conrad Geiger nach kurzer Krankheit an einem Nervenschlagfluss in Schweinfurt.

## Ehe und Nachkommen
Geiger heiratete am 7. November 1780 Johanna Barbara Schöner in Schweinfurt. Mit ihr sollte er insgesamt vier Kinder haben, von denen jedoch nur zwei Töchter das Erwachsenenalter erreichen sollten. Beide traten in die Fußstapfen des Vaters und wurden Malerinnen.
- Anna Margareta, genannt Margarethe (* 24. Mai 1783 in Schweinfurt; † 4. September 1809 in Wien)
- Caspar Friedrich (* 1785; † 1787)
- Maria Katharina I (* 1787; † 1788)
- Maria Katharina II, genannt Katharina (* 4. Februar 1789 in Schweinfurt; † 22. März 1861 Schloß Mainberg)

## Werkverzeichnis
Das Werkverzeichnis orientiert sich an der Monographie des Erich Schneider, Conrad Geiger. Ein fränkischer Maler am Ende des Alten Reiches aus dem Jahr 1990. Die Gliederung entstammt ebenfalls dieser Arbeit.

### Darstellungen von Adeligen
Der junge Künstler Conrad Geiger suchte recht früh den Kontakt zum niederen Adel in der Umgebung Erlangens und Würzburgs. Als erstes erhielt er Aufträge von den Freiherren von Seckendorff, mit dieser Familie pflegte er noch jahrelang Kontakt. So besuchte noch die Tochter Geigers, Margarethe, im Jahr 1805 das Schloss Wonfurt und malte für die Adeligen. Insbesondere die Linie Seckendorff-Aberdar war der Familie Geigers sehr verbunden.
Die Seckendorffs vermittelten wohl auch den Kontakt zum Grafen zu Castell-Rüdenhausen. Dieser lud im Jahr 1776 Conrad Geiger an seinen Hof. Gleichzeitig wurde der Fürst Carl Friedrich von Hohenlohe zu einem Gönner von Geiger. Ab 1779 suchte der Maler die Verbindung zum Haus Schönborn, allerdings scheiterten diese Versuche. Im Jahr 1782 riefen die Freiherren von Tann den Maler in die Rhön. In Kassel besuchte Geiger die landgräfliche Gemäldegalerie, allerdings ohne zu weiteren Aufträgen zu gelangen.
Ab 1783 war Conrad Geiger auch am Umbau der Bettenburg durch Christian Truchseß von Wetzhausen beteiligt. Von den Arbeiten haben sich keine Werke erhalten, jedoch führte die Arbeit zu Nachfolgeaufträgen bei den Herren von Hutten und den Grafen von Wertheim. Die Porträts des Hochadels wurden von Geiger zumeist lediglich kopiert. Im letzten Jahrzehnt seines Lebens schuf Geiger kaum noch für den Adel, was wohl auch mit dem Ausbruch der Französischen Revolution zusammenhing.
| Nr. | Person                                                                 | Jahr     | Technik                    | Maße in Zentimeter | Anmerkungen |
| --- | ---------------------------------------------------------------------- | -------- | -------------------------- | ------------------ | --- |
| 1   | Carl Ludwig Freiherr von Seckendorff                                   | 1773     | Öl auf Leinwand            | 71 × 60            | Darstellung des Freiherrn im Hausmantel, einen Festungsplan entwerfend. Gegenstück zu Nummer 2.                                                                                |
| 2   | Alexandrine Charlotte Marianne Wilhelmine Freifrau von Seckendorff     | 1773     | Öl auf Leinwand            | 71 × 60            | Darstellung der Freifrau im Hausmantel. Gegenstück zu Nummer 1. |
| 3   | Carl Ludwig Freiherr von Seckendorff                                   | 1773     | Öl auf Leinwand            | 83,5 × 66,5        | Gegenstück zu Nummer 4. |
| 4   | Alexandrine Charlotte Marianne Wilhelmine Freifrau von Seckendorff     | 1773     | Öl auf Leinwand            | 83,5 × 66,5        | Gegenstück zu Nummer 3. |
| 5   | Carl Ludwig Freiherr von Seckendorff-Aberdar                           | 1773     | Öl auf Leinwand            | 72 × 60            | Gegenstück zu Nummer 6. |
| 6   | Alexandrine Charlotte Marianne Wilhelmine Freifrau Seckendorff-Aberdar | 1773     | Öl auf Leinwand            | 72 × 59            | Gegenstück zu Nummer 5. |
| 7   | Friderica Wilhelmina Freifrau von Seckendorff-Aberdar                  | 1773     | Öl auf Leinwand            | unklar             | Zum Zeitpunkt des Malens bereits verstorben. |
| 8   | Karl Friedrich Freiherr von Seckendorff-Aberdar                        | um 1773  | Öl auf Leinwand            | 69 × 75,5          | Gegenstück zu Nummer 9. |
| 9   | Eleonore Elisabetha Freifrau von Seckendorff-Aberdar                   | um 1773  | Öl auf Leinwand            | 69 × 57,5          | Gegenstück zu Nummer 8. |
| 10  | Karl Friedrich Freiherr von Seckendorff-Aberdar                        | um 1773  | Öl auf Leinwand            | 69 × 57,5          | Replik zu Nummer 8. |
| 11  | Sophie Friederike Henriette Freifrau von Seckendorff-Aberdar           | um 1773  | Öl auf Leinwand            | 59 × 48            | |
| 12  | Marie Juliane Marschalk von Ostheim verh. Gräfin Rotenhan              | um 1773  | Öl auf Leinwand, doubliert | 59,5 × 46,5        | Identität der Dargestellten unklar. Dargestellte starb 51-jährig, wird aber wesentlich jünger dargestellt.                                                                     |
| 22  | Friedrich Ludwig Carl Christian Graf zu Castell-Rüdenhausen            | 1777     | Öl auf Leinwand            | 81,5 × 53,5        | Das Porträt entstand während Geigers Aufenthalt in Rüdenhausen. |
| 23  | Gräfin Caroline Friederike Helene zu Castell-Rüdenhausen               | 1777     | Öl auf Leinwand            | 55,5 × 40,5        | Darstellung mit dem bereits 1776 verstorbenen Sohn der Gräfin. |
| 24  | Gräfin Caroline Friederike Helene zu Castell-Rüdenhausen               | 1777     | Tempera auf Karton         | 24 × 19            | Eventuell Vorlage für Nummer 25. |
| 25  | Gräfin Caroline Friederike Helene zu Castell-Rüdenhausen               | um 1777  | Schabkunstblatt            | 24,2 × 18,8        | Eines der Beispiele von Druckgrafik im Werk Geigers. |
| 36  | Kaiserin Maria Theresia                                                | vor 1780 | Öl auf Leinwand            | 92 × 73            | Ursprünglich wohl als Amtsbildnis gemalt, im 19. Jahrhundert auf Schloss Mainberg                                                                                              |
| 45  | Freifrau von Hutten                                                    | 1783     | Pastell auf Pergament      | 27 × 20,3          | Das Bild tauchte 1969 im Stuttgarter Antiquitätenhandel auf. |
| 51  | Freiherr von Hutten                                                    | 1784     | Öl auf Holz                | 25 × 18            | Gegenstück zu Nummer 52. |
| 52  | Freifrau von Hutten                                                    | 1784     | Öl auf Holz                | 25 × 18            | Gegenstück zu Nummer 51. |
| 65  | Johann Ernst Freiherr von Bibra                                        | um 1785  | Öl auf Leinwand            | 85 × 63,5          | Das Bild entstand nach dem Tod des Freiherrn für eine Ahnengalerie. |
| 97  | Kaiser Leopold II.                                                     | 1790     | Öl auf Leinwand            | 93 × 73            | Obwohl die Aufschrift „ad vivum pinxit“ (lat. Nach dem Leben gezeichnet) lautet, wurde das Gemälde nach anderen Vorlagen gearbeitet. Ursprünglich als Amtsbild in Schweinfurt. |
| 128 | Kaiser Franz II.                                                       | 1792     | Pastell auf Papier         | 25 × 20            | Gemalt nach einer Stichvorlage. |
| 164 | Adolf Freiherr von der Tann                                            | 1801     | Öl auf Leinwand            | 82 × 65            | Verschollen. |
| 165 | Adolf Freiherr von der Tann                                            | 1801     | Öl auf Malpappe            | 37 × 29            | Replik von Nummer 164. |
| 182 | Friedrich Ferdinand Lochner von Hüttenbach                             | 1805     | Öl auf Leinwand            | 74 × 90            | Friedrich Ferdinand Lochner von Hüttenbach war fürstbischöflicher Geheimer Rat in Würzburg. Das Bild entstand posthum. Gegenstück zu Nummer 183.                               |
| 183 | Charlotte Josefa Anna Lochner von Hüttenbach, geb. v. Bibra            | 1805     | Öl auf Leinwand, doubliert | 74 × 90            | Ehefrau des Friedrich Ferdinand Lochner von Hüttenbach. Gegenstück zu Nummer 182.                                                                                              |
| 189 | Maximilian I. Joseph, König von Bayern                                 | 1806     | Öl auf Leinwand            | 86 × 67,5          | Amtsbild im Schweinfurter Rathaus. |

### Darstellungen von bürgerlichen Auftraggebern, Familie
Bereits 1772 begann Geiger auch Porträts für bürgerliche Auftraggeber zu fertigen. So ist er in diesem Jahr in Lonnerstadt nachzuweisen, wo er begann „frisch darauf los zu portraitieren“. Erhalten haben sich allerdings erst die Porträts, die nach der Übersiedlung Geigers nach Schweinfurt entstanden. Zunächst malte er die Familie Lebküchner, eines der ältesten Geschlechter in der freien Reichsstadt im Jahr 1777.
Der Maler verlangte für seine Porträts recht wenig Geld und gelangte so schnell zu einem gewissen Ruf in Schweinfurt. Mit der Verlobung mit Johanna Barbara Schöner erhielt Geiger weitere Aufträge, weil die Familie Schöner Verbindungen zu allen wichtigen Personen der Stadt unterhielt. Während der Revolutionskriege zeichnete der Maler sogar durchziehende französische Soldaten. Nach der Mediatisierung und dem Verlust der Reichsfreiheit gingen die Aufträge von bürgerlicher Seite merklich zurück.
Eine weitere Gruppe von Gemälden sind dem bürgerlichen Milieu zuzurechnen: Die Darstellungen der eigenen Familie. Beliebtestes Motiv stellte die Ehefrau des Malers dar. 1783 entstand eine Zeichnung der ganzen Familie Geiger, wahrscheinlich wurden solche Porträts für private Zwecke geschaffen. Eine Reihe von Selbstbildnissen, die auch als Teil anderer Gemälde nachzuweisen sind, ergänzen die Darstellungen der Geigers.
| Nr. | Person                                             | Jahr      | Technik                           | Maße in Zentimeter | Anmerkungen |
| --- | -------------------------------------------------- | --------- | --------------------------------- | ------------------ | --- |
| 20  | Johanna Schöner                                    | 1776      | Öl auf Leinwand                   | 42 × 32,4          | Darstellung der späteren Ehefrau des Künstlers am Klavier.                                                                                           |
| 26  | Dr. J. F. Lebküchner                               | 1777      | Öl auf Leinwand                   | 81,5 × 65,5        | Der Auftrag für die Familie Lebküchner waren die ersten Werke Geigers in Schweinfurt.                                                                |
| 27  | Wolffgang Adam Lebküchner                          | 1777      | Öl auf Leinwand                   | 82 × 65,5          | |
| 28  | Magdalena Barbara Lebküchner                       | 1777      | Öl auf Leinwand                   | 82 × 65,5          | |
| 29  | Johanna Elisabeth Pollich                          | 1777      | Öl auf Leinwand                   | 81,5 × 65          | |
| 30  | Catharina Barbara Cramerin                         | 1777      | Öl auf Leinwand                   | 38 × 30,5          | Möglicherweise entstanden die Porträts der Catharina Cramer im Malerwettstreit zwischen Conrad Geiger und Johann Benedikt Voit.                      |
| 32  | Magdalena Luise Lebküchner                         | 1778      | Öl auf Leinwand                   | 36,5 × 28,6        | |
| 33  | Friederica Maria Schöpff                           | 1778      | Öl auf Leinwand                   | 80 × 65            | |
| 34  | Johann Michael Fürthwagner                         | 1779      | Pastell auf Papier                | 15 × 13            | Fürthwagner war der Onkel des Künstlers und Bürgermeister in Erlangen.                                                                               |
| 35  | Valentin Geiger                                    | 1779      | Kreide auf blauem Papier          | 33,5 × 40,2        | Darstellung des Vaters von Conrad Geiger. |
| 43  | Johanna Barbara Geiger                             | 1781      | Federzeichnung, laviert           | 20 × 17            | Orientiert sich in der Darstellung an François Boucher oder Jean-Honoré Fragonard.                                                                   |
| 44  | Johanna Elisabeth Tillin                           | 1782      | Technik unbekannt                 | unbekannt          | Verschollen. |
| 46  | Christoph Ernst Schneider                          | 1783      | Öl auf Leinwand                   | 88 × 70            | Verschollen, Gegenstück zu Nummer 47. |
| 47  | Maria Christina Schneiderin                        | 1783      | Öl auf Leinwand                   | 88 × 70            | Verschollen, Gegenstück zu Nummer 48. |
| 53  | Katharina Magdalena Schöner                        | 1784      | Öl auf Leinwand                   | 56 × 45,5          | Katharina Magdalena Schöner (1748–1808), zweite Ehefrau des Pfarrers Johann Adam Schöner (1722–1789) aus Gochsheim. Nach Manier Rembrandt van Rijns. |
| 54  | Barbara Geiger am Klavier                          | 1784      | Gouache                           | 25 × 20            | Die Ehefrau Geigers am Klavier inmitten eines Rokokointerieurs. Nach Manier Georg Anton Urlaubs.                                                     |
| 60  | Johann Michael Geiger                              | 1784      | Pastell auf Papier                | 17 × 14            | Darstellung von Conrad Geigers Bruder. |
| 71  | Johanna Barbara Geiger mit ihrem Söhnchen          | um 1786   | auf Leinwand, doubliert           | 85 × 65            | Darstellung mit Sohn Caspar Friedrich (1785–1787).                                                                                                   |
| 73  | Philippine Gatterer                                | 1787      | Gouache auf Malkarton             | 19 × 15            | Darstellung der Kasseler Dichterin Philippine Gatterer (1756–1831).                                                                                  |
| 77  | Conte de Johar St. Germain                         | 1787      | Tempera auf Pappe                 | 42 × 35            | Verschollen. |
| 78  | Margarete Geiger als Kind                          | um 1787   | Kreide auf blauem Papier          | 33,7 × 43,4        | Vorzeichnung zu Nummer 79. |
| 79  | Margarete Geiger als Kind                          | um 1787   | Tempera auf Pappe                 | 35 × 40            | |
| 83  | Friedrich Seyffert                                 | 1788      | Öl auf Holz                       | 25 × 20            | Vgl. Nummer 139. |
| 84  | Dr. Gottfried Caspar von Segnitz                   | 1788      | Pastellkreide                     | 22 × 17            | Gottfried Caspar von Segnitz Hofrat der Reichsstadt Schweinfurt.                                                                                     |
| 85  | Maria Friederike Bachin                            | 1788      | Öl auf Leinwand                   | 31 × 25            | |
| 86  | Magister Friedrich Adam Bach                       | um 1788   | Öl auf Holz                       | ca. 50 × 30        | Vgl. Nummer 174. |
| 96  | Susanna Friederike Bach, geb. Wolff                | 1789      | Öl auf Leinwand                   | 33 × 25,5          | Susanna Friederika Bach (1749–1789). |
| 101 | Der Maler Johann Andreas Benjamin Nothnagel        | um 1790   | Bleistift, teilweise aquarelliert | 30 × 24,7          | Kopie eines Pastells von A. J. Chandell. |
| 127 | Maria Catharina Geiger                             | 1791      | Öl auf Pappe                      | 45 × 37            | |
| 130 | Hauptmann Mathias von Montag                       | 1793      | Öl auf Leinwand                   | 97 × 75,5          | Darstellung des Bruders des letzten Abtes von Ebrach. Gegenstück zu Nummer 131.                                                                      |
| 139 | Oberleutnant Friedrich Seyffert                    | nach 1794 | Öl auf Leinwand                   | 86 × 67            | Vgl. Nummer 83. |
| 151 | Maria Barbara Wirsing, geb. Klimmet                | 1798      | Öl auf Leinwand                   | 82 × 66            | |
| 154 | Johanna Barbara Geiger                             | 1799      | Pastell auf Papier                | 30 × 23            | |
| 155 | Selbstporträt Conrad Geiger                        | 1799      | Öl auf Leinwand                   | ca. 40 × 32        | |
| 157 | Oberpfarrer Johann Peter Voit                      | 1799      | Schabkunstblatt                   | 15,4 × 8,9         | Johann Peter Voit (1747–1811). |
| 160 | Assesor Georg Jacob Stößel                         | 1800      | Öl auf Leinwand                   | 81 × 66,5          | |
| 161 | Johann Friedrich Bach                              | 1800      | Pastellkreide auf Papier          | 30 × 25            | Gegenstück zu Nummer 162. |
| 162 | Katharina Bach                                     | 1800      | Pastellkreide auf Papier          | 30 × 25            | Gegenstück zu Nummer 161. |
| 168 | Martin Wilhelm Reuter                              | 1801      | Öl auf Leinwand                   | 82 × 61            | Martin Wilhelm Reuter (1771–1842), 2. Bürgermeister der Stadt Schweinfurt. 1805 griff Margarete Geiger als Vorlage auf dieses Bild zurück.           |
| 170 | Bildnis des G. Christoph R. Stolle                 | 1802      | Pastellkreide auf Papier          | Höhe 30            | |
| 171 | Der Maler Johann Adam Philipp Stößel               | 1802      | Pastell auf Papier                | 25 × 20            | Johann Adam Philipp Stößel (1751–1808) |
| 172 | J. A. Emmert                                       | 1802      | Öl auf Leinwand                   | 36 × 34            | |
| 173 | Magdalena Margaretha Raßdörfer                     | 1802      | Öl auf Holz                       | 27 × 21            | Vgl. Nummer 31. |
| 174 | Pfarrer Friedrich Adam Bach                        | 1802      | Öl auf Leinwand                   | 33,8 × 25,8        | Pfarrer in St. Salvator in Schweinfurt. |
| 175 | Maria Friederike Emmert, geb. Bach                 | 1802      | Pastell                           | 29,3 × 23,5        | Vgl. Nummer 85. Gegenstück zu Nummer 176. |
| 176 | Notar Karl Leopold Emmert                          | 1803      | Pastell                           | 28,8 × 23,3        | Gegenstück zu Nummer 175. |
| 178 | Bildnis des Benefiziaten Held                      | 1803      | Öl auf Leinwand                   | 63,5 × 52          | Benefiziat in Gerolzhofen. |
| 190 | Katharina Luisa Schmidtin                          | 1806      | Öl auf Leinwand                   | 82 × 67            | |
| 191 | Philipp Then, kurfürstl.-Würzburg. Landcommissaire | 1806      | Öl auf Leinwand                   | 63 × 51,5          | Spätes Hauptwerk der Porträtmalerei. Gegenstück zu Nummer 192.                                                                                       |
| 192 | Martha Then                                        | 1806      | Öl auf Leinwand                   | 63,4 × 52          | Gegenstück zu Nummer 191. |
| 193 | Wilhelm Sattler                                    | 1806      | Öl auf Leinwand                   | unklar             | Verschollen. |
| 202 | A. C. Emmert                                       | 1808      | Öl auf Leinwand                   | ca. 48 × 36        | beschädigt durch Riss. |
| 203 | M. E. Emmert                                       | 1808      | Öl auf Leinwand                   | 72 × 59            | |

### Werke für Klöster und Kirchen
| Nr. | Darstellung                                                 | Jahr    | Technik                                           | Maße in Zentimeter    | Anmerkungen |
| --- | ----------------------------------------------------------- | ------- | ------------------------------------------------- | --------------------- | --- |
| 55  | Tod des Hl. Benedikt                                        | 1784    | Öl auf Leinwand                                   | 125 × 175             | Erstes Gemälde für die Benediktinerabtei Theres. Teil einer Folge von drei Werken (Nummern 57 und 58). Beeinflusst von den Fresken Matthäus Günthers in Amorbach und Cosmas Damian Asams in Kloster Weltenburg. Heute in der Marienkapelle in Obertheres. |
| 56  | Tod des Hl. Benedikt                                        | um 1784 | Feder, laviert und weiße Kreide auf grauem Papier | 21,5 × 37,5           | Vorstudie zum Gemälde in Obertheres. |
| 57  | Anbetung der Heiligen Drei Könige                           | 1784    | Öl auf Leinwand                                   | 125 × 175             | Gemälde für die Benediktinerabtei Theres. Kopie des Altarblattes von Giambattista Tiepolo für die Münsterschwarzacher Abteikirche. Heute in der Marienkapelle in Obertheres.                                                                              |
| 58  | Anbetung der Hirten                                         | 1784    | Öl auf Leinwand                                   | 125 × 175             | Gemälde für die Benediktinerabtei Theres. Greift Motive Giambattista Piazzettas für die Münsterschwarzacher Abteikirche. Heute in der Marienkapelle in Obertheres.                                                                                        |
| 59  | Anbetung der Hirten                                         | 1784    | Feder laviert auf grauem Papier                   | 16 × 21               | Vorstudie zum Gemälde in Obertheres. |
| 66  | Der Hl. Georg erschlägt den Drachen                         | um 1785 | Feder auf weißem Papier                           | 18,3 × 13             | Möglicherweise Vorentwurf für Altarblatt für Kloster Theres. |
| 67  | Hl. Georg                                                   | um 1785 | Feder in Braun, Lavierung, Deckweiß               | 35,3 × 21             | Möglicherweise Vorentwurf für Altarblatt für Kloster Theres. |
| 68  | Hl. Laurentius                                              | um 1785 | Feder in Braun, Lavierung, Deckweiß               | 35 × 21               | Möglicherweise Vorentwurf für Altarblatt für Kloster Theres. |
| 72  | Bernhard Breunig, Abt des Benediktinerklosters Theres       | 1786    | Öl auf Leinwand                                   | 120 × 103             | Darstellung des Abtes Bernhard Breunig als Amtsporträt. |
| 74  | Graf Adalbert von Babenberg, Stifter des Klosters Theres    | 1787    | Öl auf Leinwand                                   | 125 × 175             | Gemälde für die Benediktinerabtei Theres. Folge von drei Gemälden über die Klostergründung (Nummer 75 und 76). Heute im Pfarrhaus von Obertheres. |
| 75  | Kaiser Heinrich II. schenkt Theres dem Bischof von Bamberg  | 1787    | Öl auf Leinwand                                   | 125 × 175             | Gemälde für die Benediktinerabtei Theres. Heute im Pfarrhaus von Obertheres. |
| 76  | Papst Clemens II. bestätigt die Stiftung von Kloster Theres | 1787    | Öl auf Leinwand                                   | 125 × 175             | Gemälde für die Benediktinerabtei Theres. Heute im Pfarrhaus von Obertheres. |
| 80  | Kreuzigung Christi                                          | 1788    | Öl auf Leinwand                                   | 200 × 130             | Gemälde für die Benediktinerabtei Theres. Heute in der Marienkapelle Obertheres. Gegenstück zu Nummer 81. |
| 81  | Mater dolorosa                                              | 1788    | Öl auf Leinwand                                   | 200 × 130             | Heute in der Marienkapelle Obertheres. Gegenstück zu Nummer 80. |
| 82  | Hl. Joseph                                                  | 1788    | Öl auf Leinwand                                   | 150 × 65              | Gemälde für die Michaelskirche in Mainberg. |
| 92  | Glorie des Hl. Sebastian                                    | 1789    | Öl auf Leinwand                                   | ca. 320 × 140         | Ursprünglich für die Benediktinerabtei Theres. Nach der Säkularisation kam das Gemälde in die Spitalkirche Schweinfurt. 1896 gelangten sie nach Goßmannsdorf. Heute in der Margaretenkirche in Goßmannsdorf.                                              |
| 93  | Glorie des Hl. Sebastian                                    | 1789    | Federzeichnung, laviert                           | 42 × 45               | Vorentwurf für Nummer 92. |
| 95  | Glorie des Hl. Joseph                                       | 1789    | Öl auf Leinwand                                   | 320 × 140             | Ursprünglich für die Benediktinerabtei Theres. Nach der Säkularisation kam das Gemälde in die Spitalkirche Schweinfurt. 1896 gelangten sie nach Goßmannsdorf. Heute in der Margaretenkirche in Goßmannsdorf.                                              |
| 131 | Abt Eugen Montag von Kloster Ebrach                         | 1793    | Öl auf Leinwand                                   | 92 × 74,5             | Gemälde für die Zisterzienserabtei Ebrach. Gegenstück zu Nummer 130. |
| 132 | Abt Eugen Montag von Kloster Ebrach                         | 1793    | Öl auf Leinwand                                   | 75 × 57               | Gemälde für die Zisterzienserabtei Ebrach. Identifikation unklar. |
| 140 | 14 Kreuzwegstationen                                        | um 1795 | Öl auf Leinwand                                   | jeweils ca. 95 × 67   | Gemalt für die Bartholomäuskirche in Oberspiesheim. |
| 148 | Christus am Kreuz                                           | 1797    | Öl auf Leinwand                                   | unklar                | Heute in der katholischen Pfarrkirche in Stangenroth. |
| 149 | Mariae Verkündigung                                         | 1797    | Öl auf Leinwand                                   | ca. 200 × 80          | Heute in der Ägidiuskirche in Rödelmaier. |
| 150 | 13 Kreuzwegstationen                                        | 1798    | Öl auf Leinwand                                   | jeweils ca. 165 × 104 | Heute in der Sebastianskirche in Unterspiesheim. Johann Peter Wagner schuf für die Kirche eine Darstellung der Kreuzigung, sodass Geiger lediglich 13 Kreuzwegstationen statt der üblichen 14 schuf. Motive von Giambattista Tiepolo entlehnt.            |
| 152 | Mauritius Schmitt, Propst des Chorherrenstiftes Heidenfeld  | 1798    | Öl auf Leinwand                                   | 149 × 115             | Eines der Hauptwerke Geigers. |
| 153 | Abt Candidus II. Hemmerlein von Kloster Langheim            | 1798    | Öl auf Leinwand                                   | 85 × 63               | Im Jahr 1880 von A. W. Küffner als Kupferstich kopiert. |
| 184 | Maria Immaculata                                            | 1805    | Öl auf Leinwand                                   | 500 × 200             | Heute in der Pfarrkirche in Sulzthal. |
| 185 | Hl. Joseph                                                  | 1805    | Öl auf Leinwand                                   | 250 × 120             | Heute in der Pfarrkirche in Reichmannshausen. Gegenstück zu Nummer 186. |
| 186 | Maria Immaculata                                            | 1805    | Öl auf Leinwand                                   | 250 × 120             | Heute in der Pfarrkirche in Reichmannshausen. Gegenstück zu Nummer 185. |
| 187 | Maria Immaculata                                            | um 1805 | Federzeichnung, laviert                           | 21,1 × 10             | Vorentwurf zu Nummer 186. |
| 197 | Predigt Johannes des Täufers in der Wüste                   | 1807    | Öl auf Leinwand                                   | unklar                | Heute in der Johanniskirche in Schweinfurt. Das Bild wurde zunächst vom Auftraggeber zurückgewiesen, weil Geiger sich und seine Familie mit darstellte.                                                                                                   |
| 198 | Predigt Johannes des Täufers in der Wüste                   | 1807    | Feder, laviert                                    | 36,8 × 16,3           | Vorentwurf zu Nummer 197. |
| 199 | Kahnfahrt                                                   | 1807    | Bleistift, Feder in Braun                         | 12,7 × 21             | Vorstudie zu Nummer 197. |
| 200 | Predigt Johannes des Täufers in der Wüste                   | 1807    | Lavierte Federzeichnung auf blauem Papier         | 34,5 × 20,8           | Vorstudie zu Nummer 197. |
| 201 | Predigt Johannes des Täufers in der Wüste                   | 1807    | Bleistift und Feder, laviert, auf weißem Papier   | 32,5 × 19,8           | Vorentwurf zu Nummer 197. |

### Landschaftsmalerei, Selbstporträts, Studien etc.
| Nr.     | Darstellung                                       | Jahr      | Technik                                           | Maße in Zentimeter      | Anmerkungen |
| ------- | ------------------------------------------------- | --------- | ------------------------------------------------- | ----------------------- | --- |
| 13      | Porträtstudien                                    | um 1773   | Feder laviert, weiße Kreide                       | 32,2 × 39,1             | Porträts einer Dame und vier Herren auf der Vorderseite, ein weiteres Herrenporträt auf der Rückseite |
| 14      | Selbstporträt                                     | um 1775   | Öl auf Holz                                       | 14 × 12                 | Frühestes bekanntes Porträt des Malers. |
| 15      | Blick auf Rüdenhausen                             | 1776      | Aquarell mit Tempera                              | 6 × 11,5                | Miniatur Blick auf Rüdenhausen, im Hintergrund die Abteikirche von Münsterschwarzach |
| 16      | Meister Marold                                    | um 1776   | Bleistift                                         | 10,4 × 10,2             | Darstellung eines Herrn in Rokokotracht, evtl. Studie für die Miniatur Blick auf Rüdenhausen |
| 17      | Braunes Pferd                                     | 1776      | Öl auf Leinwand                                   | 32,5 × 39,8             | Ein Pferdeknecht führt ein braunes Pferd vor. Gegenstück zu Nummer 18 und 19 |
| 18      | Rappe                                             | um 1776   | Öl auf Leinwand                                   | 32,5 × 39,8             | Gegenstück zu Nummer 17 und 19. |
| 19      | Braunes Pferd                                     | 1776      | Öl auf Leinwand                                   | 32,5 × 39,5             | Gegenstück zu Nummer 17 und 18. |
| 21      | Sturz Luzifers                                    | 1776/1777 | Gouache                                           | 30 × 20,3               | Eventuell kopierte Geiger die Darstellung in der Klosterkirche Münsterschwarzach. |
| 31      | Bildnis eines unbekannten Mannes in Uniform       | 1777      | Öl auf Leinwand                                   | 34,5 × 27,5             | |
| 37      | Damenbildnis                                      | 1780      | Öl auf Leinwand                                   | 36 × 25                 | Wohl eine Dame aus Geigers Erlanger Verwandtenkreis. |
| 38      | Ansicht von Schloss Pommersfelden                 | 1780      | Öl auf Leinwand                                   | 31 × 44,2               | Vollendung des Vorentwurfs Nummer 39. |
| 39      | Ansicht von Schloss Pommersfelden                 | um 1780   | Gouache                                           | 15,9 × 20,6             | Vorentwurf zu Nummer 38. |
| 40      | Bildnis einer unbekannten Dame                    | um 1780   | Öl auf Pappe                                      | 27,8 × 22               | |
| 41      | Bauernkopf                                        | um 1780   | Öl auf Pappe                                      | 40 × 30                 | Kopie eines Werksausschnitts von Francesco Trevisani, eventuell der „Proletarier“ von Schloss Mainberg. |
| 42      | Höfische Gesellschaft                             | um 1780   | Kohle und Kreide auf blauem Papier                | 39,8 × 35               | Eine Gruppe von mehreren Damen und Herren in einem Salon, Rückseite Studie eines männlichen Brustbildes. |
| 48      | Familie Geiger                                    | 1783      | Bleistift, Feder, Lavierungen                     | 18 × 22,5               | Das Bild ist unvollendet. |
| 49      | Familie des Malers Johann Heinrich Tischbein      | um 1783   | Bleistift, Feder                                  | 13,5 × 10,5             | Vorzeichnung zu Nummer 50. |
| 50      | Familie des Malers Johann Heinrich Tischbein      | um 1783   | Radierung                                         | 13,1 × 11               | Eine von Geigers seltenen Druckgrafiken. |
| 61      | Unbekannter Herr                                  | 1785      | Öl auf Leinwand                                   | 42,6 × 32,5             | |
| 62      | Ansicht von Weisendorf bei Erlangen               | 1785      | Feder, laviert                                    | 11 × 18                 | Eventuell eine Vorstudie zu einer Arbeit für Karl Thomas von Löwenstein-Wertheim. |
| 63      | Ansicht des Benediktinerklosters Theres von Süden | um 1785   | Bleistift und Feder                               | 10 × 18                 | |
| 64      | Bildnis einer unbekannten Dame                    | um 1785   | Kreide auf blauem Papier                          | 28,2 × 20,2             | |
| 69      | Porträt einer unbekannten Dame                    | um 1785   | Pastell auf Pergament                             | Durchmesser 5,2         | In Deckel einer Holzdose eingelassen, gehalten durch Elfenbeinring. |
| 70      | Unbekannte Dame                                   | um 1785   | Öl auf Leinwand                                   | 91 × 72                 | Eventuell handelt es sich um Geigers Schwiegermutter Anna Margaretha Schöner. Später in Besitz der Schweinfurter Familie Vollnhals.                                                                                             |
| 87      | Blindekuh                                         | 1788      | Feder, aquarelliert                               | 19,2 × 25,3             | Möglicherweise Entwurf für eine Supraporte. |
| 88      | Bildnis einer Harfenspielerin                     | 1788      | Öl auf Leinwand                                   | 78 × 60                 | |
| 89      | Ländliches Fest                                   | um 1788   | Feder in Braun, laviert                           | 19,3 × 26,2             | Gruppe von lagernden und speisenden Damen und Herren unterhalb einer Baumgruppe. |
| 90      | Weinlese                                          | um 1788   | Tusche, laviert                                   | 24 × 23                 | Nur linke Blatthälfte vorhanden, Rest abgerissen. Eventuell Nachzeichnung einer Stichvorlage. |
| 91      | Die Kranke                                        | um 1788   | Bleistift, Tusche, laviert                        | 20,9 × 32,2             | Eine Dame sitzt auf einem Stuhl, um sie herum zwei Ärzte mit Fieberthermometer und Gerät für einen Aderlass. |
| 94      | Pflege des Hl. Sebastian durch die Hl. Irene      | 1789      | Feder und weiße Kreide auf grauem Papier          | 35,8 × 21               | Kopie nach einem Gemälde von Balthasar Augustin Albrecht für die Abteikirche Münsterschwarzach. |
| 98      | Zwei Allegorien auf die Krönung Leopolds II.      | 1790      | Feder, laviert                                    | 32,7 × 41               | |
| 99      | Leopold II., von der Vorsicht gekrönt             | 1790      | Feder, laviert                                    | 24,4 × 21,5             | Alternativentwurf zu Nummer 98. |
| 100     | Allegorie auf die Krönung Leopolds II.            | 1790      | Bleistift, Feder in Braun                         | 34,5 × 21,7             | Alternativentwurf zu Nummer 98. |
| 102     | Mühlturm in Schweinfurt                           | um 1790   | Feder, laviert                                    | 10,9 × 17,3             | Blick über das Mühltor im Südosten von Schweinfurt. |
| 103     | Mühltor in Schweinfurt                            | um 1790   | Feder und Bleistift, Lavierungen                  | 11,1 × 12,5             | |
| 104     | Landschaft mit Fachwerkgehöft                     | um 1790   | Bleistift, Feder in Braun, Lavierungen in Grau    | 12,3 × 21,7             | Wahrscheinlich auf der Rückreise der Kaiserkrönung in Frankfurt entstanden. |
| 105     | Rempart in Schweinfurt                            | um 1790   | Feder, laviert                                    | 9 × 13,1                | Darstellung des ehemaligen Weges auf den Wällen in Schweinfurt. |
| 106     | Der Hund „Moloch“                                 | um 1790   | Bleistift und Feder auf weißem Papier             | 42,6 × 35,5             | |
| 107     | Drei Damen-Kostüme                                | 1790      | Aquarellierte Federzeichnung                      | 18 × 26,2               | Entwürfe für Bühnenaufführung. |
| 108     | Drei Damen-Kostüme                                | um 1790   | Aquarellierte Federzeichnung                      | 17,6 × 26,2             | Bezeichnet: „Cleopatra“, „Sonnenjungfrau“, „Masken Anzüge“. |
| 109     | Opferung Isaaks                                   | um 1790   | Lavierte Federzeichnung                           | 25,4 × 19,9             | Nach Motiven von Johann Evangelist Holzer in der Klosterkirche Münsterschwarzach. |
| 110     | Porträt eines jungen Mannes                       | um 1790   | Schwarze und weiße Kreide auf blauem Papier       | 42,6 × 36,5             | |
| 111     | Paar beim Wollewickeln                            | um 1790   | Bleistift und weiße Kreide auf grauem Papier      | 38,4 × 43               | Stehender Mann und sitzende Frau beim Wollewickeln. |
| 112     | Stehender junger Mann                             | um 1790   | Bleistift und hellbraune Kreide auf grauem Papier | 35,5 × 20,7             | |
| 113–126 | Mindestens 18 Zeichnungen mit Allegorien          | um 1790   | Feder, laviert                                    | unterschiedliche Größen | Der Genius des Todes, Die Freude, Weisheit, Der goldene Traum, Viktoria, Das Glück, Saturn, Die Nacht, Vier Jahreszeiten, Die vier Elemente, Die drei Weltreligionen, Die fünf Sinne, Die drei Reiche der Natur, Vier Erdteile. |
| 129     | Tod des Hl. Benedikt                              | 1792      | Feder und Bleistift                               | 22 × 35                 | Paraphrase auf das Gemälde für Kloster Theres (Nummer 56). |
| 133     | Die zwölf Monate tanzen nach der Pfeife der Zeit  | 1793      | Öl auf Leinwand                                   | 163 × 230               | Größtes Gemälde Geigers. Kopie nach einem Deckengemälde von Johann Evangelist Holzer in Augsburg. |
| 134     | Porträt eines adeligen Herrn                      | 1793      | Pastell                                           | 31 × 25                 | Gegenstück zu Nummer 135. |
| 135     | Porträt einer adeligen Dame                       | 1793      | Pastell                                           | 31 × 25                 | Gegenstück zu Nummer 134. |
| 136     | Tod des Seneca                                    | 1794      | Öl auf Leinwand                                   | 110 × 78                | Gemalt für die Ratsbibliothek Schweinfurt. |
| 137     | Unbekannte Dame                                   | 1794      | Pastell                                           | 31 × 25,3               | |
| 138     | Ansicht von Kloster Langheim                      | 1794      | Bleistift und Feder in Braun                      | 8 × 13,5                | Rückseite Bleistiftskizze mit dem Porträt eines Prälaten. |
| 141     | Porträt eines unbekannten Herrn                   | 1796      | Pastellkreide auf Papier                          | 29,7 × 24,5             | Gegenstück zu Nummer 142. |
| 142     | Porträt einer unbekannten Dame                    | um 1796   | Pastellkreide auf Papier                          | 29,7 × 24,5             | Gegenstück zu Nummer 141. |
| 143     | Allegorie auf die Malerei                         | 1796      | Öl auf Leinwand                                   | 49,5 × 161,5            | Teil einer Serie von drei Gemälden, die als Supraporte gedient haben. Gegenstück der Nummern 144 und 145. |
| 144     | Allegorie auf die Musik                           | 1796      | Öl auf Leinwand                                   | 49,5 × 160              | Gegenstück der Nummern 143 und 145. |
| 145     | Hochzeitszug                                      | 1796      | Öl auf Leinwand                                   | 49,5 × 133              | Gegenstück der Nummern 143 und 144. |
| 146     | Der Maler Friedrich August Tischbein mit Familie  | nach 1796 | Öl auf Leinwand                                   | ca. 110 × 80            | Verbrannt 1945. |
| 147     | Bildnis eines Offiziers                           | 1797      | Öl auf Leinwand, doubliert                        | 55 × 43,5               | |
| 156     | Vor Biedere Freunde                               | 1799      | Feder in Braun, laviert                           | 11,5 × 17,2             | Von einem Obelisken gekrönter Altar, auf welchem ein aufgeschlagenes Buch liegt. |
| 158     | Bildnis eines kleines Mädchens                    | 1799      | Pastellkreide auf Papier                          | 30 × 25                 | Verschollen. |
| 159     | Selbstbildnis mit Familie                         | 1800      | Öl auf Leinwand                                   | 150 × 120               | Links im Hintergrund steht Conrad Geiger, an der Staffelei steht rechts Margarete Geiger, im Mittelpunkt Johanna Barbara Geiger im weißen Kleid. Catharina Geiger reicht von links eine Rose.                                   |
| 163     | Bildnis einer jungen Frau in Tracht               | um 1800   | Öl auf Leinwand                                   | 28 × 22,5               | |
| 166     | Bildnis eines Mannes im Pelz                      | 1801      | Pastellkreide auf Papier                          | 38 × 33                 | Gegenstück zu Nummer 167. |
| 167     | Bildnis einer Frau                                | 1801      | Pastellkreide auf Papier                          | 38 × 33                 | Gegenstück zu Nummer 166. |
| 169     | Bildnis eines adeligen Herrn                      | 1801      | Pastell                                           | 31 × 25                 | Verschollen. |
| 177     | Jünglingsporträt                                  | 1803      | Öl auf Leinwand                                   | 72 × 64                 | |
| 179     | Marienkrönung nach Ruel                           | nach 1803 | Kohle und Kreide auf grauem Papier                | 36,1 × 43               | Kopie des Hochaltarbildes in der Pfarrkirche zum Heiligen Geist in Schweinfurt von Johann Baptist Ruel. |
| 180     | Porträt einer unbekannten Dame                    | 1804      | Öl auf Leinwand                                   | 63 × 52                 | Einziges Beispiel der Zusammenarbeit zwischen Conrad und Margarete Geiger. |
| 181     | Landschaft mit Gutshof                            | 1804      | Ölgemälde                                         | unklar                  | Verschollen 1945. |
| 188     | Schweinfurter Vogelschuss                         | um 1805   | unklar                                            | unklar                  | Keine eigenhändige Fassung im Original bekannt. |
| 194     | Umgebung Schweinfurts von der Peterstirn aus      | vor 1807  | Tusche, laviert                                   | 19,2 × 72,6             | Gegenstück zu Nummer 195. |
| 195     | Aussicht von der Peterstirn aus nach Sennfeld     | vor 1807  | Radierung, altkoloriert                           | 24,3 × 40               | Gegenstück zu Nummer 194. |
| 196     | Aussicht von der Peterstirn aus nach Schweinfurt  | vor 1807  | Radierung, altkoloriert                           | 24,3 × 40               | |